# Туризм у ЄС
Країни Європейського союзу відіграють важливу роль у міжнародному туризмі. Кожна з країн приваблює туристів всього світу своїми унікальними пам'ятками культури та історії. Незаперечною перевагою подорожей Європейським Союзом є шенгенський простір, який дає змогу подорожувати країнами Єврозони з однією мультивізою. Країни, що входять до Євросоюзу, але не входять до Шенген-зони:
- Болгарія
- Велика Британія
- Ірландія
- Кіпр
- Румунія

Невеликі відстані та компактність територій дають змогу відвідати декілька країн одночасно та поєднати різні види туризму. Найпоширеніші види туризму в країнах Європи:
- Гірськолижний — Болгарія, Польща, Словаччина, Австрія, Франція, Італія, Швейцарія, Фінляндія. Курорти Болгарії, Польщі та Словаччини — дуже популярні серед українських туристів. Різноманітність гірськолижних трас приваблює як початківців, так і лижників з досвідом.
- Пляжний — Болгарія, Греція, Італія, Кіпр, Франція, Мальта, Іспанія, Португалія. Європейське розмаїття пляжних курортів пропонує відпочинок на будь-який смак і гаманець.
  - Болгарія — найкращий варіант для відпочинку з дітьми. Піщані пляжі, тепле море та не високі ціни — основні переваги країни.
  - Греція та її понад 200 островів в Середземному та Егейському морі допоможуть поєднати відпочинок на морі з відвіданням всесвітньо відомих визначних місць (Акрополь, Метеори, Олімп тощо.) Все більшої популярності набувають шоп-тури в Грецію, адже Касторія — центр хутряного виробництва Греції.
  - Іспанія — країна фламенко, кориди, Гауді та Сальвадора Далі — поєднує у собі пляжний відпочинок з унікальними екскурсійними об'єктами.
- Оздоровчий — Чехія, Словенія, Угорщина, Німеччина тощо.
- Паломницький — Греція, Італія.

До основних структурних фондів Європейського союзу, які здійснюють активну допомогу у розвитку туризму слідує віднести наступні:
- Європейський фонд регіонального розвитку;
- Європейський соціальний фонд;
- Європейський фонд управління сільським господарством;
- Європейська комісія подорожей;
- Європейський інвестиційний банк та ін.